# Elecciones presidenciales de Guatemala de abril de 1920
Las Elecciones presidenciales de Guatemala de abril de 1920 se celebraron en Guatemala el 8 de abril de 1920. El resultado fue una victoria de Carlos Herrera y Luna, quien recibió 36 votos. Asumió la presidencia el 16 de abril de 1920.
- Datos: Q5614317